# Mudlapura, Hunsur
Mudlapura là một làng thuộc tehsil Hunsur, huyện Mysore, bang Karnataka, Ấn Độ.